# Хельга і Флора
Хельга і Флора (ісп. Helga y Flora) — чилійський телесеріал телеканалу Канал 13 (es), йдеться про двох жінок-копів, які повинні поїхати до Вогняної Землі для розслідування складної справи.. Серіал був дуже успішним в Чилі.